# 제프 셀렌타노
제프 셀렌타노(Jeff Celentano, 1960년 5월 24일 ~ )는 미국의 배우, 각본가, 영화 감독이다.

## 영화
- 글래스 죠 (2018년)
- 브레이킹 포인트 (2009년)
- 세이 잇 인 러시안 (2007년)
- 모스크바 히트 (2004년)
- 윈드폴 (2001년)
- 써스펙트 (2001년)
- 미스핏 퍼트롤 (1998년) - Sgt. 빅커스 존슨 역
- 건샤이 (1998년)
- 오블리비언 2 (1996년)
- 언더 더 훌라 문 (1995년) - 척 역
- 비밀 병기 (1995년)
- 햄들의 침묵 (1994년)
- 작은 악마의 유희 (1992년)
- 플레이어 (1992년)
- 조종자 2 (1990년)
- 블랙 리벤저 (1989년) - 해리 크로포드 역
- 마그마 탐험대 (1989년)
- 죽음의 계곡 (1989년)
- 에이리언 프럼 LA (1988년)
- 암살자 (1988년)
- 아메리칸 닌자 2 (1987년)